# Parc Nacional dels Llacs Waterton
El Parc Nacional dels Llacs Waterton és un parc nacional situat al sud-oest d'Alberta al Canadà, i limita amb el Parc Nacional de les Glaceres, a Montana als EUA,amb el qual forma el Parc internacional de la pau Waterton-Glacier inscrit a la llista del Patrimoni de la Humanitat de la UNESCO des del 1995.
Waterton va ser el quart parc nacional del Canadà, es va crear el 1895 i porta el nom dels llacs Waterton, anomenats al seu torn pel naturalista i conservacionista britànic Charles Waterton.